# Come Dance with Me!
Come Dance with Me! è un album del crooner statunitense Frank Sinatra, pubblicato nel 1959 dalla Capitol Records.

## Il disco
Il disco è una bella raccolta di canzoni da ballo, energico e gustoso. Sinatra si permise di ritoccare qua e là i testi delle canzoni, consuetudine che risaliva ai tempi dei concerti dal vivo. Molti pezzi provengono dalla scena contemporanea di Broadway. L'album vinse quattro Grammy nel 1960 (Grammy Award all'album dell'anno, Grammy Award for Best Vocal Performance, Male e Grammy Award for Best Arrangement a Billy May), ma confrontato con gli album precedenti fu accolto tiepidamente.
L'album rimase nella Billboard 200 per 140 settimane, arrivando al 2º posto, vincendo il Disco d'oro ed al secondo posto anche nella Official Albums Chart.

## Tracce

### Lato A
1. Come Dance with Me – 2:31 - (Cahn, Van Heusen)
2. Something's Gotta Give – 2:38 - (Mercer)
3. Just in Time – 2:24 - (Styne, Comden, Green
4. Dancing in the Dark - 2:26 - (Schwartz, Dietz
5. Too Close for Comfort – 2:34 - (Bock, Holofcener, Weiss)
6. I Could Have Danced All Night – 2:40 - (Lerner, Loewe)

### Lato B
1. Saturday Night (Is the Loneliest Night of the Week) – 1:54 - (Cahn, Styne)
2. Day In, Day Out - 3:25 - (Bloom, Mercer)
3. Cheek to Cheek - 3:06 - (Berlin)
4. Baubles, Bangles and Beads – 2:46 - (Wright, Forrest)
5. The Song Is You - 2:43 - (Kern, Hammerstein)
6. The Last Dance – 2:11 - (Cahn, Van Heusen)

### Brani aggiunti successivamente
1. It All Depends on You – 2:06 - (DeSylva, Brown, Henderson)
2. Nothing in Common (duetto con Keely Smith) – 2:32 - (Cahn, Van Heusen)
3. Same Old Song and Dance - 2:52 - (Cahn, Van Heusen, Worth)
4. How Are Ya' Fixed for Love? (duetto con Keely Smith) – 2:25 - (Cahn, Van Heusen)

## Musicisti
- Frank Sinatra - voce;
- Billy May - arrangiamenti;
- Heinie Beau - arrangiamenti.